# Berești
Berești este un oraș în județul Galați, Moldova, România. Are o populație de 2.916 locuitori. Așezarea datează încă din paleolitic, pe teritoriul orașului găsindu-se urme ale locuirii din această perioadă, precum și urme ale Culturii Cucuteni. A fost desemnat oraș în anul 1968.

## Geografie

### Relief
Relieful orașului este reprezentat sub forma unor dealuri pre-montane, cu altitudini de sub 300 m, care aparțin în totalitate Podișului Covurlui. Sub aspect geomorfologic, în zona orașului Berești s-au identificat trei formațiuni de terase : 
- terasa superioară, dezvoltată de o parte și de alta a pârâului Chineja, la altitudini cuprinse între 200 și 288 m, având aspectul unor platouri largi, cu destinație agricolă;
- terasa medie dezvoltată în continuarea celei superioare, pe valea râului Chineja, are o altitudine de 175–200 m și o lățime cuprinsă între 500 și 600 m. Pe această terasă medie s-a dezvoltat orașul Berești, panta terenului variind între 5-7%.

Legătura între cele două terase se face uneori prin pante abrupte, de 10-30%, pe care și-au făcut apariția văile și râpele săpate de ploile torențiale, precum și procesele specifice pantelor, alunecările de teren.
Lunca se dezvoltă pe cursul râului Chineja și afluenților acestuia, pe lățimi având 100 m în nord și cca. 300 m în sud. Albia majoră este puțin adâncă și limitată în general de maluri abrupte de 2–5 m. În perioadele bogate în precipitații se produc inundații.

### Geologie
Din punct de vedere geologic, fundamentul zonei este de vârstă pliocen (ponțian – dacian), alcătuit din argile, argile nisipoase, nisipuri, acoperite de depozite de vârstă levantină – reprezentate prin argile, marne, nisipuri roșii și plăci de gresii. Solurile dominante sunt de tip cernoziom cu mai multe variante: cernoziomuri cambice și cernoziomuri argilo-iluviale. Pe suprafețe restrânse apar solurile cenușii și solurile brune de pădure podzolite. Fertilitatea bună a solului și relieful cu pante domoale au determinat practicarea unei agriculturi intensive.

### Climă
Teritoriul orașului Berești aparține în totalitate sectorului cu climă continentală, încadrându-se în ținutul cu climă de deal. Verile sunt foarte calde și uscate, iar iernile geroase, marcate de viscole puternice, dar și de advecții de aer cald și umed din sud și sud-vest, care determină intervale de încălzire și topire a stratului de zăpadă. Media anuală a temperaturii aerului este de 9,5 °C. Media lunii celei mai calde, iulie, este de 21,7 °C, iar a lunii celei mai reci, ianuarie,  de -3,5 °C. Precipitațiile atmosferice înregistrează cantități medii lunare situate în jurul valorii de 500 mm. Vânturile dominante sunt cele din direcția nord-est și nord, înregistrând viteze medii mai mari de 4,0 m/s.

### Hidrografie
Rețeaua hidrografică aparține în totalitate râului Chineja, care se varsă în lacul Brateș, străbătând orașul pe direcția nord-sud. Izvorăște din partea nordică a orașului.

## Demografie
Componența etnică a orașului Berești
     Români (91,47%)
     Alte etnii (0%)
     Necunoscută (8,53%)
Componența confesională a orașului Berești
     Ortodocși (91,06%)
     Alte religii (0,08%)
     Necunoscută (8,86%)
Conform recensământului efectuat în 2021, populația orașului Berești se ridică la 2.473 de locuitori, în scădere față de recensământul anterior din 2011, când fuseseră înregistrați 2.916 locuitori. Majoritatea locuitorilor sunt români (91,47%), iar pentru 8,53% nu se cunoaște apartenența etnică. Din punct de vedere confesional, majoritatea locuitorilor sunt ortodocși (91,06%), iar pentru 8,86% nu se cunoaște apartenența confesională.
|  | Graficele sunt indisponibile din cauza unor probleme tehnice. Mai multe informații se găsesc la Phabricator și la wiki-ul MediaWiki. |

Date: Recensăminte sau birourile de statistică - grafică realizată de Wikipedia

## Politică și administrație
Orașul Berești este administrat de un primar și un consiliu local compus din 11 consilieri. Primarul, Mihai-Lucian Bejan[*], de la Partidul Național Liberal, este în funcție din octombrie 2020. Începând cu alegerile locale din 2024, consiliul local are următoarea componență pe partide politice:
|  | Partid                    | Consilieri | Componența Consiliului | Componența Consiliului | Componența Consiliului | Componența Consiliului | Componența Consiliului | Componența Consiliului | Componența Consiliului |
|  | ------------------------- | ---------- | ---------------------- | ---------------------- | ---------------------- | ---------------------- | ---------------------- | ---------------------- | ---------------------- |
|  | Partidul Național Liberal | 7          |                        |                        |                        |                        |                        |                        |                        |
|  | Partidul Social Democrat  | 4          |                        |                        |                        |                        |                        |                        |                        |

## Personalități locale
- Paul Bujor (1862 - 1952), zoolog, membru de onoare al Academiei Române.